# Estigmene angustipennis
Estigmene angustipennis là một loài bướm đêm thuộc phân họ Arctiinae, họ Erebidae.